# Масланка, Дэвид
Дэ́вид Ма́сланка (англ. David Maslanka, 30 августа 1943, Нью-Бедфорд, Массачусетс, США — 6 августа 2017) — американский академический композитор.
Масланка наиболее известен своими произведениями для духового оркестра: более 100 композиций, включая девять симфоний (7 для духового оркестра) девять концертов и одна месса. Произведения композитора часто исполняются в США, а также в Австралии, Канаде, Японии и др.

## Биография
Масланка получил степень бакалавра в Оберлинской консерватории (1961—1965) и степень магистра, а затем и доктора философии в Университете штата Мичиган (1965—1971). Во время своего обучения в Оберлине один год (1963—1964) стажировался в Моцартеуме, Зальцбург, Австрия. В Мичиганском университете изучал композицию под руководством Оуэна Рида. Масланка 20 лет проработал в Кингсборском колледже Городского университета Нью Йорка и в Колледже Сары Лоренс Нью-Йоркского университета. C 1990 года работал как композитор-фрилансер. Проживал в городе Мизула, штат Монтана, США.

## Произведения
Многие произведения Масланки для духового оркестра прочно утвердились в репертуарах американских коллективов. Среди них «Сад детской мечты» (англ. A Child's Garden of Dreams), «Прогулка Ролло» (англ. Rollo Takes a Walk), а также многочисленные концерты для различных инструментов, таких как эуфониум, флейта, фортепиано, маримба, саксофон-альт, тромбон. Вторая и Четвёртая симфонии композитора также стали популярными. Композитор написал мессу для хора, сопрано и баритона с духовым оркестром. Детство композитора прошло в Новой Англии, поэтому некоторые композиции отражают впечатление композитора от океана, например «Мечты о море» (англ. Sea Dreams), вторая часть Второй симфонии, и др.. Произведения Масланки записываются фирмами Albany Records, Cambria Records, Crest, CRI, Klavier Music Productions, Mark, Novisse, St. Olaf и Umass. Большинство нот публикуется издательством Carl Fischer.

### Для хора
- - A Litany for Courage and the Seasons
  - City Tree
  - Collected Chorale Settings
  - Four Lullabies
  - Hear My Prayer O Lord (Psalm 102)
  - I Wake and Feel the Fell of Dark
  - Mass
  - Seven Lyrics From Sappho
  - The Four Seasons
  - The Hungry Heart
  - The Nameless Fear; or: The Unanswered Question Put Yet Another Way
  - The One and Only Book of Madrigals

### Для оркестра
- - A Child’s Garden of Dreams
  - Concerto for Alto Saxophone and Orchestra
  - Death and the Maiden
  - In Lonely Fields
  - Music for String Orchestra
  - Symphony No. 1
  - Symphony No. 6: Living Earth
  - World Music

### Для ударных инструментов
- - Arcadia II: Concerto for Marimba and Percussion Ensemble
  - Concerto for Marimba and Band
  - Crown of Thorns
  - Hohner
  - In Lonely Fields
  - Montana Music: Fantasy on a Chorale Tune
  - Montana Music: Three Dances for Percussion
  - My Lady White
  - Time Stream
  - Variations on ‘Lost Love’

### Камерная музыка и произведения для инструментов соло
- - Anne Sexton Songs
  - Arcadia
  - Arise!
  - Black Dog Songs
  - Blue Mountain Meadow — Missoula
  - Cello Songs
  - Duo
  - Five Songs
  - Fourth Piece
  - Heaven to Clear When Day Did Close
  - Images From ‘The Old Gringo’
  - Lincoln Speaks at Gettysburg
  - Little Concerto for Six Players
  - Little Symphony on the Name of Barney Childs
  - Meditation on ‘Dr. Affectionate’
  - Montana Music: Fantasy on a Chorale Tune
  - Montana Music: Trio
  - Mountain Roads
  - Music for Dr. Who
  - My Lady White
  - Nocturne
  - Orpheus
  - Piano Song
  - Pray for Tender Voices in the Darkness
  - Quintet for Winds No. 1
  - Quintet for Winds No. 2
  - Quintet for Winds No. 3
  - Quintet for Winds No. 4
  - Recitation Book for Saxophone Quartet
  - Sonata for Alto Saxophone and Piano
  - Sonata for Bassoon and Piano
  - Sonata for Horn and Piano
  - Sonata for Oboe and Piano
  - Song Book
  - String Quartet
  - Tears
  - The Nameless Fear; or: The Unanswered Question Put Yet Another Way
  - Three Pieces
  - Trio for Violin, Clarinet and Piano
  - Trio No. 2 for Viola, Clarinet and Piano
  - Variations on ‘Lost Love’
  - A Litany for Courage and the Seasons

### Для духового оркестра
- - A Carl Sandburg Reader
  - A Child’s Garden of Dreams
  - A Tuning Piece: Songs of Fall and Winter
  - Alex and The Phantom Band
  - Collected Chorale Settings
  - Concerto for Alto Saxophone and Wind Ensemble
  - Concerto for Marimba and Band
  - Concerto for Piano, Winds and Percussion
  - Concerto for Trombone and Wind Ensemble
  - Concerto No. 2 for Piano, Winds, and Percussion
  - David’s Book: Concerto for Solo Percussionist and Wind Ensemble
  - Desert Roads: Four Songs for Clarinet and Wind Ensemble
  - Give Us This Day: Short Symphony for Wind Ensemble
  - Golden Light — A Celebration Piece
  - Heart Songs
  - Hell’s Gate
  - In Memoriam
  - Laudamus Te
  - Montana Music: Chorale Variations
  - Morning Star
  - Mother Earth: A Fanfare
  - Prelude on a Gregorian Tune
  - Procession of the Academics
  - Rollo Takes a Walk
  - Sea Dreams: Concerto for two Horns and Wind Ensemble
  - Song Book
  - Symphony No. 2
  - Symphony No. 3
  - Symphony No. 4
  - Symphony No. 5
  - Symphony No. 7
  - Symphony No. 8
  - Tears
  - Testament
  - Traveler
  - ufo Dreams: Concerto for Euphonium and Wind Ensemble
  - Unending Stream of Life: Variations on «All Creatures of Our God and King»
  - Variants on a Hymn Tune